# NGC 7242
NGC 7242 (również PGC 68434 lub UGC 11969) – galaktyka eliptyczna (E), znajdująca się w gwiazdozbiorze Jaszczurki. Odkrył ją Auguste Voigt w sierpniu 1865 roku.
W galaktyce tej zaobserwowano supernową SN 2001ib.